# Anatoly Dneprov
Anatoly Petrovich Mitskevich (en ruso: Анатолий Петрович Мицкевич), más conocido por su seudónimo Anatoly Dneprov (Анатолий Днепров), fue un físico graduado en la Universidad Estatal de Moscú (1941) y colaborador de uno de los Institutos de la academia de Ciencias de la URSS, que empezó a publicar relatos de ciencia ficción en 1946. Su tema predilecto era la cibernética, las maravillas que realiza en el presente y las que realizará en el futuro. Las obras de Anatoly poseen una profunda argumentación científica.

## Vida
Se graduó del Departamento de Física de la Universidad Estatal de Moscú en 1941. Enlistado como voluntario en el Ejército Rojo al comenzar la  invasión alemana a la URSS. Miembro del Estado Mayor de 1943 a 1956.
Investigador de la  Academia de Ciencias de la Unión Soviética y miembro del Instituto de Economía Mundial y Relaciones Internacionales de la URSS. 
Fue editor científico de la publicación periódica «Техника — молодёжи» (Tecnología y juventud). 
Escribió obras de ciencia ficción a partir de 1958.

## Obras

### Cuentos
- 1958: Naufragio
- 1958: Los cangrejos caminan sobre la isla (Kraby idut po ostrovu).
- 1958: SEA (MEA).
- 1959: La máquina CE, modelo número uno (Mašina “ES” model' n. 1).
- 1960: Las ecuaciones de Maxwell (Uravnenie Maksvella).
- 1961: La momia púrpura (Purpurnaya Mumiya).
- 1961: El mundo que abandoné (Mir, v Kotorom Ya Ischez).
- 1962: Fórmula para la inmortalidad (Formula Bessmertiya).
- 1962: La proeza heroica (Podvig).
- 1963: Kogda Zadayut Voprosy
- 1964: Entrevista con un policía de tráfico (Interv'yu s Regulirovshchikom Ulichnogo Dvizheniya).
- 1964: La granja G.E.S.T.A. (Ferma "Stanlyu").

### Novelas
- 1960: El asilo de los sabios (Uravnenie Maksvela )